# アルバロ・ペレイラ
アルバロ・ペレイラ（Alvaro Daniel Pereira Barragán, 1985年11月28日 - ）は、ウルグアイの首都・モンテビデオ出身の元サッカー選手。ポジションはディフェンダー、ミッドフィールダー。元ウルグアイ代表。

## クラブ経歴

### キャリア初期
2003年にCSミラマール・ミシオネスでキャリアをスタートさせ、2年後の2005年にアルゼンチンのキルメスACに移籍した。2006-07シーズン終了後にクラブがプリメーラ・ディビシオン（1部）からプリメーラB・ナシオナル（2部）に降格したため、2007年にAAアルヘンティノス・ジュニアーズに移籍した。
翌2008年夏、ヨーロッパに渡り、ルーマニア・リーガ1のCFRクルジュと契約（移籍金250万ユーロ）。2008-09シーズンのUEFAチャンピオンズリーグではグループリーグ全試合に出場した。

### ポルト
2009年6月、5年契約でFCポルトに移籍。FCポルトは450万ユーロの移籍金を支払ってペレイラの保有権の80%を買い取った。8月16日のFCパソス・デ・フェレイラとの開幕戦に先発出場してデビュー。主に左サイドバックとしてプレーし、2009-10シーズンのタッサ・デ・ポルトガルで優勝、2010-11シーズンにはUEFAヨーロッパリーグ、スーペル・リーガ、タッサ・デ・ポルトガルの三冠に貢献した。
2011年夏、プレミアリーグのチェルシーFCが獲得に動いたが、残留を選択してポルトとの契約を2016年まで延長した。

### インテル
2012年8月、インテルに移籍し、4年契約を結んだ。移籍金は1000万ユーロに加えて活躍に応じたボーナスが最大500万ユーロ。しかし長友佑都とのポジション争いに敗れ、出場機会に恵まれず、2014年1月、サンパウロFCに1年半のレンタル移籍が決定した。

### エストゥディアンテス
2015年1月22日、エストゥディアンテス・デ・ラ・プラタへレンタル移籍。2016年1月に完全移籍を果たし、1ヵ月後の2月2日、リーガ・エスパニョーラのヘタフェCFへレンタル移籍。

## 代表経歴
2008年11月19日、フランスとの親善試合でウルグアイ代表デビューした。続いてトリポリで行われたリビアとの親善試合 (3-2) では、代表初ゴールとなる決勝点を挙げた。2010 FIFAワールドカップ・南米予選の後半戦から代表に不可欠な存在となり、コスタリカとの大陸間プレーオフでは2試合とも先発出場した。翌年に南アフリカで開催された2010 FIFAワールドカップ本大会では4試合に先発出場。グループリーグ第2戦の南アフリカ共和国戦 (3-0) 後半ロスタイムには、彼としては珍しいヘディングでのゴールを決めた。
コパ・アメリカ2011では初戦を欠場したが、決勝までの残り5試合全てに先発出場。グループステージでは2試合連続得点を挙げ、ウルグアイの15回目の優勝に貢献した。

## 代表歴

### 出場大会
- ウルグアイ代表
  - 2010 FIFAワールドカップ
  - 2014 FIFAワールドカップ

### 試合数
- 国際Aマッチ 83試合 7得点（2008年-2016年）[12]

| ウルグアイ代表 | 国際Aマッチ | 国際Aマッチ |
| 年             | 出場        | 得点        |
| -------------- | ----------- | ----------- |
| 2008           | 1           | 0           |
| 2009           | 12          | 1           |
| 2010           | 11          | 2           |
| 2011           | 13          | 2           |
| 2012           | 8           | 0           |
| 2013           | 9           | 0           |
| 2014           | 11          | 1           |
| 2015           | 11          | 1           |
| 2016           | 7           | 0           |
| 通算           | 83          | 7           |

### 得点
| #  | 日時           | 場所             | 対戦相手         | スコア | 最終結果 | 大会                              |
| -- | -------------- | ---------------- | ---------------- | ------ | -------- | --------------------------------- |
| 1. | 2009年2月11日  | トリポリ         | リビア           | 2-3    | 2-3      | 親善試合                          |
| 2. | 2010年5月27日  | モンテビデオ     | イスラエル       | 2-1    | 4-1      | 親善試合                          |
| 3. | 2010年6月16日  | プレトリア       | 南アフリカ共和国 | 0-3    | 0-3      | 2010 FIFAワールドカップ           |
| 4. | 2011年7月8日   | メンドーサ       | チリ             | 1-0    | 1-1      | コパ・アメリカ2011                |
| 5. | 2011年7月12日  | ラプラタ         | メキシコ         | 1-0    | 1-0      | コパ・アメリカ2011                |
| 6. | 2014年3月5日   | クラーゲンフルト | オーストリア     | 1-1    | 1-1      | 親善試合                          |
| 7. | 2015年11月17日 | モンテビデオ     | チリ             | 2-0    | 3-0      | 2018 FIFAワールドカップ・南米予選 |

## タイトル

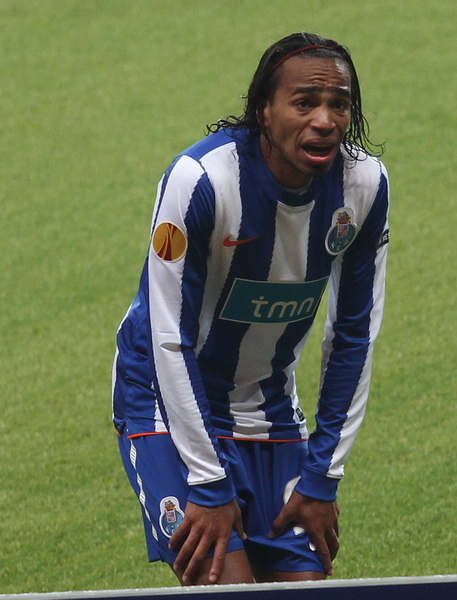
ポルト時代 (2010年)

### クラブ
CFRクルジュ
- クパ・ロムニエイ : 2008-09[13]

FCポルト
- UEFAヨーロッパリーグ : 2010-11
- プリメイラ・リーガ : 2010-11, 2011-12
- タッサ・デ・ポルトガル : 2009-10, 2010-11
- スーペルタッサ・カンディド・デ・オリベイラ : 2009, 2010, 2011

セロ・ポルテーニョ
- リーガ・パラグアージャ : 2017C

### 代表
- コパ・アメリカ : 2011